# Indianola (Mississipi)
Indianola és una població dels Estats Units a l'estat de Mississipi. Segons el cens del 2000 tenia 12.066 habitants.

## Demografia
Segons el cens del 2000, Indianola tenia 12.066 habitants, 3.899 habitatges, i 2.982 famílies. La densitat de població era de 540,5 habitants per km².
Dels 3.899 habitatges en un 39,8% hi vivien nens de menys de 18 anys, en un 40,8% hi vivien parelles casades, en un 31,1% dones solteres, i en un 23,5% no eren unitats familiars. En el 20,8% dels habitatges hi vivien persones soles el 9,7% de les quals corresponia a persones de 65 anys o més que vivien soles. El nombre mitjà de persones vivint en cada habitatge era de 3,05 i el nombre mitjà de persones que vivien en cada família era de 3,53.
Per edats la població es repartia de la següent manera: un 32,9% tenia menys de 18 anys, un 11,5% entre 18 i 24, un 26,5% entre 25 i 44, un 18,4% de 45 a 60 i un 10,6% 65 anys o més.
L'edat mediana era de 30 anys. Per cada 100 dones de 18 o més anys hi havia 75,3 homes.
La renda mediana per habitatge era de 26.308 $ i la renda mediana per família de 31.186 $. Els homes tenien una renda mediana de 27.310 $ mentre que les dones 17.622 $. La renda per capita de la població era de 12.082 $. Entorn del 22,5% de les famílies i el 27,4% de la població estaven per davall del llindar de pobresa.

## Poblacions més properes
El següent diagrama mostra les poblacions més properes.